# Hiatoniscus contractus
Hiatoniscus contractus är en kräftdjursart som beskrevs av Barnard 1932. Hiatoniscus contractus ingår i släktet Hiatoniscus och familjen Oniscidae. Inga underarter finns listade i Catalogue of Life.